# Arkansaurus fridayi
 Arkansaurus fridayi (“lagarto de Arkansas de J.B. Friday”) es la única especie de dinosaurio terópodo ornitomimosaurio del género Arkansaurus, que vivió a mediados del Cretácico, hace aproximadamente 116 millones de años, en el Aptiense, en lo que hoy es Norteamérica. Sus restos fueron encontrados por J. B. Friday, en su granja en Lockesburg, Arkansas. Su nombre proviene de este estado de la Unión Americana donde fue encontrado. Sus restos fueron encontrados en 1972 y formalmente descritos en 2018.

## Descripción
Arkansaurus puede haber sido un pariente lejano del dinosaurio avestruz Ornithomimus. Arkansaurus fue probablemente un omnívoro de movimiento rápido entre 1,8 y 4.6 metros de largo. Sus largos brazos probablemente habrían terminado en tres manos con garras en los dedos. Conjunto de huellas de ornitomimosaurios de edad similar se conocen desde el norte de Moab, Utah, en el Mill Canyon Dinosaur Tracksite, en el Miembro Ruby Ranch de la Formación Cedar Mountain en el Cretácico Inferior. Esta pista también conserva las huellas de un  anquilosauriano , hadrosáuridos, saurópodos y varias clases de terópodos de distinto, junto con cocodrilos y pájaros. Se ha observado una fauna similar del Trinity Group en Arkansas.
El pie tiene casi sesenta centímetros de largo, como lo restauró Quinn. El tercer metatarso tiene una longitud de 397 milímetros. Esto indica una longitud de cuerpo considerable para un ornitomimosaurio. Hunt indicó diferentes características distintivas. Estos forman una combinación única de características no únicas. El tercer metatarso está en la parte superior, transversalmente estrecho, pero visible en toda la longitud del pie en la parte delantera, cuando el animal se ve de pie. El metatarso en conjunto es largo y delgado. Las superficies de la articulación superior de los huesos metatarsianos tienen un perfil similar. Las garras del pie están fuertemente dobladas hacia abajo. La cuarta garra del pie tiene una joroba muy débilmente desarrollada como un accesorio para el tendón del músculo flexor, es fuertemente curvada en lugar de plana, y no tiene rastros. La curvatura de las garras del pie es un automorfismo, un rasgo derivado único, dentro de todo los ornitomimosaurios, conocido por sus garras bastante planas.
El pie es muy similar al de Nedcolbertia, que vivió muchos millones de años antes. Una posible diferencia es que Arkansaurus parece perder el primer dedo del pie, aunque también puede ser el resultado de la posibilidad de perderse durante la fosilización.

## Descubrimiento e investigación

### Hallazgo y primeras investigaciones
En agosto de 1972, Joe B. Friday, que era dueño de una estación de servicio en Locksburg, Arkansas, notó algunos buitres dando vueltas sobre su tierra. Al revisar sus vacas, notó huesos fósiles visibles en una zanja cerca de la carretera donde recientemente se había extraído algo de grava para la reconstrucción de la autopista 24 de Arkansas. Los junto y durante algunos meses mostró los fósiles en su estación. En ese momento, nadie los reconoció por los huesos de dinosaurios. Un profesor de geología en la Universidad de Arkansas y el ex residente de la ciudad cercana de Nashville, Doy Zachry Jr., llevó los huesos a su colega de la Universidad de Arkansas, el paleontólogo Dr. James H. Quinn, para revisarlos. Quinn reconoció los restos fosilizados como dinosaurios y preparó los huesos. Llevó los restos a la reunión anual de la Society of Vertebrate Paleontology en Lincoln, Nebraska, en el otoño de 1972. Una vez allí, los huesos fueron examinados por expertos de los EE. UU. Y Europa. Se pensaba que estaban relacionados con Ornithomimus. Quinn presentó por primera vez sobre los fósiles en 1973 en la Reunión de la Sociedad Geológica de América en Little Rock, Arkansas. En marzo de 1973, el Dr. Quinn y Benjamin Clardy de la Comisión Geológica de Arkansas fueron al área en la granja de Friday donde se habían descubierto los restos, con la esperanza de encontrar más restos. El sitio era un pozo excavado para la construcción de carreteras y los fósiles habían sido extraídos del Grupo de la Trinidad del Cretácico Inferior. Desafortunadamente, tsolo pudieron encontrar un hueso del dedo del pie. Especulaban que los huesos se habían dispersado cuando estaban enterrados o durante la construcción de la carretera. En total, se encontraron tres metatarsianos, cuatro falanges y tres garras de Arkansaurus se conocen.
Se hicieron cuatro moldes de los huesos. Estos moldes fueron entregados a la familia del Friday, la Universidad de Arkansas, la Comisión Geológica de Arkansas y el Museo de Ciencias e Historia Natural de Arkansas. El de la Universidad está colgado en un salón de clases en Ozark Hall. El Museo de Ciencias e Historia Natural en realidad tenía una gran estatua del dinosaurio construida para acompañar a su copìa, y estuvo en exhibición durante muchos años cuando el museo estaba ubicado en el Edificio de la Torre. Los huesos originales, donados a la universidad por Friday, actualmente residen en las Colecciones de Museos de la Universidad de Arkansas, que ahora se encuentran en el Arkansas Archaeological Survey en Fayetteville, Arkansas.
Quinn intentó nombrar a la especie "Arkansaurus fridayi", pero en 1977 tuvo una caída fatal cuando buscaba fósiles en Nebraska. El nombre "Arkansaurus" apareció por primera vez impreso en un libro de ciencia popular de Helen Roney Sattler en 1983, siendo considerado inválido para la ciencia. El nombre completo de la especie fue publicado por primera vez por Angela K. Braden en 1998, mencionando que Quinn había usado informalmente la combinación "Arkansaurus fridayi".

### Controversia
En 1998, el paleontólogo aficionado Russell T. Johnson quedó fascinado por el caso. Intentó inspeccionar los fósiles originales pero no se los pudo encontrar en el museo de la Universidad en Fayetteville . Por esta razón, expresó la sospecha de que era una falsificación, lo cual fue rápidamente contradicho por los expertos. Una llamada de información a través de Internet reveló que fueron prestados al Monumento Nacional de los Dinosaurios. El paleontólogo asociado Daniel Chure prometió nombrar los fósiles después de todo, pero no pudo encontrar tiempo para esto. Su colega James Kirkland que ya había estudiado los huesos en 1995 aseguró que era similar a Nedcolbertia, y concluyó que no podía ser un ornitomimosaurios. Mientras tanto, el propio Doy Zachry se convirtió en profesor en Arkansas. Hizo que los fósiles fueran enviados y descritos por una de sus estudiantes, ReBecca Kathleen Hunt-Foster . Esta última presentó trabajos en 2002 y 2003, en las que concluyó que probablemente era un taxón separado, posiblemente relacionado con Ornitholestes, pero que los restos no justificaban su designación. Hunt señaló la semejanza del pie con las huellas encontradas en la Formación Glen Rose de Texas y la Formación Moenave de Utah. Ella estudió las articulaciones de los pies de Alligator y el emu para determinar el grado en que el cartílago aumentaría la longitud del pie.

### Dinosaurio estatal
En enero de 2017, el Dip. Greg Leding , D-Fayetteville, presentó un proyecto de ley a la Legislatura de Arkansas para designar a "Arkansaurus" Dinosaurio Estatal, junto con varios cofirmantes. La idea original del proyecto de ley provino del estudiante de la escuela secundaria Mason Cypress Oury, quien, acompañado por el representante Leding, presentó una versión modificada del proyecto de ley ante un panel de la Cámara de Representantes y respondió preguntas. Entre su razonamiento para adoptar el "Arkansaurus! como el dinosaurio estatal, Oury señaló que Oklahoma, Texas y Misuri tienen dinosaurios estatales listados, y Arkansas ya tiene 24 símbolos estatales designados, y dado que era el estado número 25 en ser admitido en la unión, tenía sentido agregar uno más. El proyecto de ley fue aprobado por el gobernador el 17 de febrero de 2017. "Arkansaurus" fue declarado el dinosaurio oficial del estado de Arkansas en 2017. El dinosaurio fue descubierto en Lockesburg, Arkansas , y era un dinosaurio bípedo ornitomimosaurio. 

### Descripción Oficial
La descripción oficial de este dinosaurio fue publicada el 19 de marzo de 2018 en el Journal of Vertebrate Paleontology por los paleontólogos ReBecca Hunt-Foster y, póstumamente, por James H. Quinn. El estudio determinó que los fósiles contienen una combinación de detalles anatómicos únicos, tales como los huesos base de la uñas en el pie diferenciados diferenciadas, tercera metatarso lateralmente comprimido que es ovoide en vista proximal, y una falange ungueal distal con un muy débil tubérculo flexor, que carecen de espolones. La condición de este tercer metatarsiano sugiere que Arkansaurus fridayi es más basal que los ornitominosaurios asiáticos de edad similar, pero consistente con las formas más antiguas de América del Norte, como Nedcolbertia. Su nombre honra al estado de Arkansas y al descubridor de los fósiles.

## Clasificación
Quinn y Colbert pensaron que debería ser un ornitomimosaurio. Kirkland dudaba de esto por el parecido con Nedcolbertia que no era considerado como un ornitomimosaurio en 1995. En el artículo que oficializó a Arkansaurus, sin embargo, declaró que en retrospectiva también Nedcolbertia fue ornitomimosaurio y se anunció que Hunt y Kirkland harían un artículo posterior sobre esa hipótesis. La sugerencia de Hunt de 2002 de una relación cercana con Ornitholestes implicaría una posición más básica en el Coelurosauria.
Arkansaurus se colocó en Ornithomimosauria en 2018, en una posición basal fuera de los Ornithomimidae. Sin embargo, esto no se basó en un análisis cladístico exacto. Como ornitomimosaurio, Arkansaurus sería un raro representante de ese grupo del Cretácico Inferior de América del Norte, más emparentado con Nedcolbertia que con las formas asiáticas contemporáneas.